# South Turramurra, New South Wales
South Turramurra este o suburbie în Sydney, Australia.